# G-Unit
G-Unit (Gorilla-Unit) é um grupo de hip hop fundado por 50 Cent em 2000, em Nova York. O grupo chegou ao sucesso em 2003 com seu álbum de estreia que vendeu 5 milhões de copias, a formação original do grupo é 50 Cent, Tony Yayo e Lloyd Banks.

## História

### 2000 - 2002: Formação e primeiros anos
Os membros fundadores do grupo, 50 Cent, Lloyd Banks e Tony Yayo, todos nasceram e cresceram em um bairro jamaicano do Queens, Nova York e começaram a cantar juntos ainda adolescentes. Depois que 50 Cent foi baleado em 2000 e perdeu seu contrato com a gravadora, o grupo começou a gravar músicas de forma independente, e lançou várias mixtapes entre 2002 e 2003, sendo as mais proeminentes 50 Cent Is the Future, God's Plan, No Mercy, No Fear e Automatic Gunfire.

### 2002 - 2003: Álbum de estreia e sucesso
Em 2002, 50 Cent foi descoberto por Eminem e assinou um contrato de 1 milhão de dólares com a Shady Records junto com a gravadora de Dr. Dre, Aftermath Entertainment e outra gravadora, a Interscope Records. Após o sucesso de seu álbum de estréia, Get Rich or Die Tryin' ele recebeu sua própria gravadora, o que levou à criação da G-Unit Records. 50 Cent contratou imediatamente Lloyd Banks e Tony Yayo para a gravadora, e eles começaram a trabalhar no álbum de estréia da G-Unit, no entanto, Tony Yayo foi preso na época e não conseguiu gravar nenhum material novo para o álbum, o que levou 50 Cent a contratar o rapper Young Buck para G-Unit Records e posteriormente, adicionando-o ao grupo. Após a contratação de Young Buck, a G-Unit fez sua primeira aparição como um grupo no remix do single P.I.M.P. de 50 Cent, que contou com Snoop Dogg, Lloyd Banks e Young Buck. 

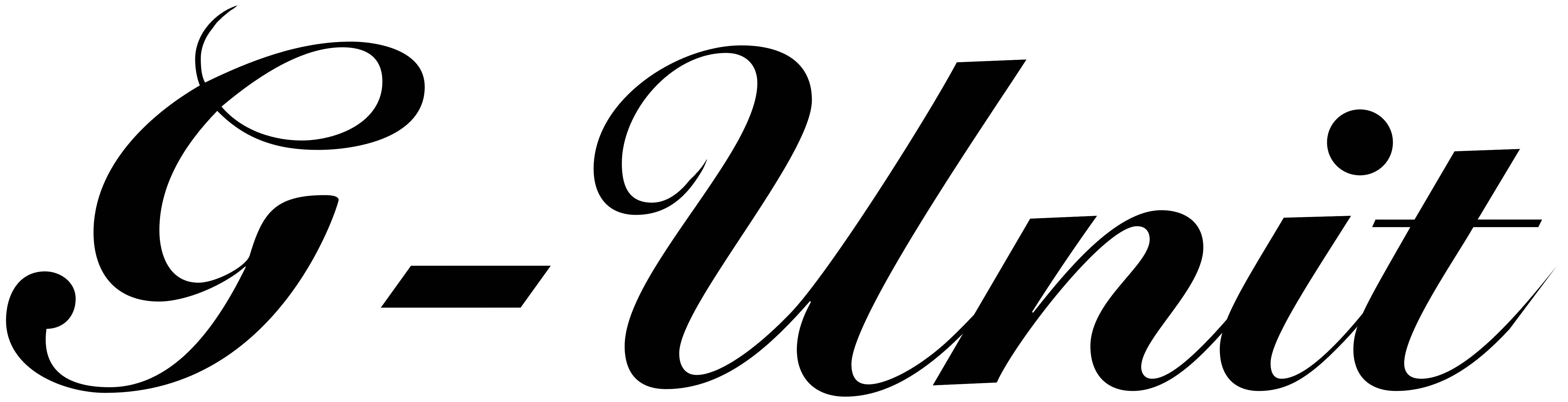
G-Unit Logo original

Mais tarde, em novembro de 2003, o grupo lançou seu primeiro álbum de estúdio, Beg for Mercy. A produção foi feita por produtores de alto prestigio no mundo do Hip Hop como Dr. Dre, Scott Storch e Eminem entre vários outros. 50 Cent também atuou como produtor executivo do álbum. Devido ao encarceramento de Tony Yayo, ele só fez duas aparições no álbum, ambas usando material pré-gravado. Seu rosto é visto na parede de tijolos da capa do álbum, porque ele não poderia ser fotografado por causa de sua sentença de prisão. Beg for Mercy vendeu mais de 3,9 milhões de copias só nos EUA e 5,8 milhões de cópias em todo o mundo, e desde então, foi certificada com 4 discos de platina pela RIAA. 

### 2004 - 2007: Novo membro, álbuns solos e brigas

Membros da G-Unit por volta de 2004, Tony Yayo, Young Buck, Lloyd Banks, 50 Cent e The Game

Durante a produção de Beg for Mercy, o rapper de Los Angeles, The Game foi descoberto e colocado na G-Unit por Dr. Dre. The Game fez suas primeiras aparições como membro da G-Unit nos álbuns de estreia de Lloyd Banks e Young Buck, The Hunger for More e Straight Outta Cashville. Ao longo de 2004, The Game começou a trabalhar em seu primeiro álbum de estúdio, que foi produzido por 50 Cent e Dr. Dre, Começando em 2005, as tensões começaram a subir entre 50 Cent e The Game, e logo após o lançamento do The Documentary, as tensões se transformaram em uma disputa em grande escala que levou 50 Cent a anunciar que The Game havia sido expulso da G-Unit, com 50 Cent alegando que ele não recebeu todo o crédito por escrever 6 músicas do The Documentary e por The Game não se unir com ele em algumas questões. Os dois realizaram uma conferência de imprensa em março de 2005, dando uma trégua entre os dois e parecendo acabar publicamente a disputa. No entanto, pouco tempo depois, The Game e G-Unit continuaram a atacar uns aos outros, lançando numerosas faixas diss de 2005 e 2006. 

## Fim da G-Unit e um novo começo.
Em 20 de fevereiro de 2014, Tony Yayo disse que 50 Cent "não tem mais contado com ele" e que o G-Unit estava acabado. Em seguida anunciou sua aposentadoria da música dizendo: "Muito estresse, rodei o mundo, soltei um album. E hora de tentar coisas novas". Em seguida 50 Cent em várias entrevistas questionou a carreira musical de Lloyd Banks e Tony Yayo. Em 25 de Abril, 50 Cent em uma entrevista anunciou oficialmente que o grupo G-Unit tinha chegado ao fim.
03 de junho de 2014, 50 Cent reúne novamente a G-Unit para um show no "Summer Jam 2014" declarando assim a volta da G-Unit com a formação de: 50 Cent, Young Buck, Tony Yayo, Lloyd Banks e Kidd Kidd. No mesmo dia o grupo lançou a música ''Nah I'm Talking About''

## Discografia

### Álbuns de estúdio
- Beg for Mercy (2003)
- Get Rich or Die Tryin (soundtrack)  (2005)
- T.O.S: Terminate on Sight (2008)
- TBA (2014)

Mixtapes
- 2002: 50 Cent Is the Future
- 2003: Smokin' Day 2 (G-Unit Radio Part 1)
- 2003: International Ballers (G-Unit Radio Part 2)
- 2003: Takin' It to the Streets (G-Unit Radio Part 3)
- 2003: No Peace Talks! (G-Unit Radio Part 4)
- 2004: All Eyez on Us (G-Unit Radio Part 5)
- 2004: Motion Picture Shit (G-Unit Radio Part 6)
- 2004: King of New York (G-Unit Radio Part 7)
- 2004: The Fifth Element (G-Unit Radio Part 8)
- 2004: Best Of G-Unit Radio (Hosted By Lebron James)
- 2005: G-Unit City (G-Unit Radio Part 9)
- 2005: LA American Wasteland (G-Unit Radio West Volume 1)
- 2005: 2050 Before the Massacre (G-Unit Radio Part 10)
- 2005: Raw-n-Uncut (G-Unit Radio Part 11)
- 2005: So Seductive (G-Unit Radio Part 12)
- 2005: The Return of the Mixtape Millionaire (G-Unit Radio Part 13)
- 2005: Back to Business (G-Unit Radio Part 14)
- 2005: Are You a Window Shopper? (G-Unit Radio Part 15)
- 2006: Crucified 4 da Hood (G-Unit Radio Part 16)
- 2006: Best in the Bizness (G-Unit Radio Part 17)
- 2006: Rags to Riches (G-Unit Radio Part 14)
- 2006: Rep Yo Click (G-Unit Radio Part 19)
- 2006: Best in the Bizness 2 (G-Unit Radio Part 20)
- 2006: Hate It or Love It (G-Unit Radio Part 21)
- 2006: Hip Hop Is Dead - Verse 2 (G-Unit Radio Part 22)
- 2007: Finally off Papers (G-Unit Radio Part 23)
- 2007: The Clean Up Man (G-Unit Radio Part 24)
- 2007: Sabrinas Baby Boy (G-Unit Radio Part 25)
- 2007: Best Of G-Unit Radio (50 Cent Edition)
- 2007: Best Of G-Unit Radio (Lloyd Banks Edition)
- 2007: Best Of G-Unit Radio (Young Buck Edition)
- 2008: Return of the Body Snatchers (This is 50 Volume 1)
- 2008: The Elephant in the Sand (This is 50 Volume 2)
- 2008: Sincerely Yours Southside(This is 50 Volume 3)
- 2008: S.O.D. (This is 50 Volume 4)
- 2014: TBA
- 2014: Watch Me